# Вале (Салерно)
Вале је насеље у Италији у округу Салерно, региону Кампанија.
Према процени из 2011. у насељу је живело 334 становника. Насеље се налази на надморској висини од 374 м.